# Runcinia manicata
Runcinia manicata es una especie de araña cangrejo del género Runcinia, familia Thomisidae. Fue descrita científicamente por Thorell en 1895.

## Distribución
Esta especie se encuentra en Asia: Birmania.

## Tratamiento taxonómico
La especie aparece registrada y publicada en Descriptive catalogue of the spiders of Burma, based upon the collection made by Eugene W. Oates and preserved in the British Museum. London 406 pp.